# Альфред (Техас)
Альфред (англ. Alfred) — переписна місцевість (CDP) в США, в окрузі Джим-Веллс штату Техас. Населення — 82 особи (2020).

## Географія
Альфред розташований за координатами 27°52′27″ пн. ш. 97°58′47″ зх. д. / 27.87417° пн. ш. 97.97972° зх. д. (27.874145, -97.979839).  За даними Бюро перепису населення США в 2010 році переписна місцевість мала площу 3,23 км², уся площа — суходіл.

## Демографія
Згідно з переписом 2010 року, у переписній місцевості мешкала 91 особа в 28 домогосподарствах у складі 21 родини. Густота населення становила 28 осіб/км².  Було 41 помешкання (13/км²).
Расовий склад населення:
| - 64,8 % — білих - 35,2 % — осіб інших рас |

До двох чи більше рас належало 0,0 %. Частка іспаномовних становила 86,8 % від усіх жителів.
За віковим діапазоном населення розподілялося таким чином: 33,0 % — особи молодші 18 років, 50,5 % — особи у віці 18—64 років, 16,5 % — особи у віці 65 років та старші. Медіана віку мешканця становила 28,5 року. На 100 осіб жіночої статі у переписній місцевості припадало 116,7 чоловіків;  на 100 жінок у віці від 18 років та старших — 144,0 чоловіків також старших 18 років.
Цивільне працевлаштоване населення становило 90 осіб. Основні галузі зайнятості: будівництво — 100,0 %.